# Frekvence
Frekvence (též kmitočet) je fyzikální veličina, která udává počet opakování periodického děje za daný časový úsek, nejčastěji za sekundu. Například v obvodu střídavého proudu se takto označuje počet kmitů napětí nebo proudu za sekundu.

## Historie
Slovo frekvence pochází z latinského slova frequentia. Český pojem kmitočet roku 1875 zavedl Josef Durdík pro počet kmitů (struny) v čase. Je to obdoba německého Schwingungszahl.

## Frekvence
- Symbol veličiny: f [5]
- Jednotka SI: hertz, značka jednotky: Hz (rozměr 1 Hz = 1 s−1)
- Často používané násobky: kilohertz (kHz), megahertz (MHz) a gigahertz (GHz)
- Další jednotky: otáčky za minutu (ot./min)

## Vztah k jiným veličinám
Mezi frekvencí {\displaystyle f} a periodou {\displaystyle T} (dobou trvání děje) platí vztah
{\displaystyle {f}={\frac {1}{T}}}
Při popisu kmitání a vlnění se používá také úhlová frekvence (úhlový kmitočet)
{\displaystyle \omega =2\pi \ f={\frac {2\pi }{T}}}

### Frekvence a délka vlny
U periodického vlnění se vlnová délka (délka vlny) určí podle vzorce {\displaystyle \lambda ={\frac {v}{f}}=2\pi {\frac {v}{\omega }}}, jednotky [m; m/s, Hz], kde {\displaystyle v} je rychlost šíření vlnění v prostředí, {\displaystyle \lambda } vlnová délka a {\displaystyle f} frekvence. Pro elektromagnetické vlnění ve vakuu platí stejný vztah s tím, že {\displaystyle v=c} (rychlost světla ve vakuu).

## Dřívější užití v rozhlasovém vysílání
Dříve se místo frekvence (resp. kmitočtu) nosné vlny rozhlasových stanic udávala jejich vlnová délka. Údaj vysíláme na vlně 183 m tedy znamenal vysílání s nosnou frekvencí 1640 kHz. Udávání frekvence pomocí délky vlny je považováno za zastaralé. Užitečná je ale její znalost u nižších frekvencí, protože ovlivňuje vhodnou velikost antén a schopnost průniku překážkami. Dnes používáme jednotku Hz a její násobky.
Před užíváním jednotky Hz se také používala zkratka cykly tedy např. 100 MHz se označovalo jako 100 megacyklů (100 Mcyc/s, cykly za 1 s). Názvy megacykly a kilocykly se dnes nepoužívají. Přestože se nejedná o jednotku SI, používá se u vzorkování jako vzorkovací frekvence počet vzorků za sekundu (100 MS/s, vzorky za 1 s).